# Entschleunigung
Mit Entschleunigung wird umgangssprachlich ein Verhalten beschrieben, aktiv der beruflichen und privaten Beschleunigung des Lebens entgegenzusteuern, d. h. wieder langsamer zu werden oder sogar zur Langsamkeit zurückzukehren.

## Ziele und Bedeutung
Dem Streben nach Verlangsamung liegt die Auffassung zugrunde, dass die gesellschaftliche und vor allem wirtschaftliche Entwicklung in den entwickelten Industriegesellschaften eine Eigendynamik gewonnen habe, die Hektik und sinnlose Hast in alle Lebensbereiche hineintrage und dabei jedes natürliche und insbesondere menschliche Maß ignoriere. Dem Streben der Berufswelt nach Komplexität, Effektivität, Hast, Hektik, schneller, höher, weiter und mehr wird die Entschleunigung entgegengesetzt. Dabei geht es nicht um Langsamkeit als Selbstzweck, sondern um angemessene Geschwindigkeiten und Veränderungen in einem umfassenden Sinn: im Umgang mit sich selbst, mit den Mitmenschen und mit der umgebenden Natur. Die schnelllebige Welt bietet wenig Beständigkeit und Zeit zum Durchatmen. Zeit wird zum kostbaren Gut. Steigende Anforderungen im Beruf und vielzählige Aufgaben des Alltags, bei gleichzeitig immer neuen Möglichkeiten der Freizeitgestaltung: Viele Menschen haben das Gefühl, dass die Zeit für die wichtigen Dinge im Leben zu kurz kommt. In der Konsequenz möchten sie entschleunigen und wünschen sich mehr Zeit für sich, ihre Familie und Freunde.
Der Entschleunigung, der Wiederentdeckung der Langsamkeit, hat sich der Verein zur Verzögerung der Zeit verschrieben.
Zunehmende Bedeutung erfährt Entschleunigung in der Ratgeberliteratur zur Stressbewältigung sowie der interdisziplinär angelegten Glücksforschung. Auch im Bereich des Gesundheitstourismus wird das Thema einer verlangsamten Lebensführung unter gesundheitsförderlichen Aspekten vermehrt aufgegriffen.

## Definitionen
Die Entschleunigung zeigt Wesensmerkmale der Faulheit und Muße, ohne wie diese negativ besetzt zu sein. Während Entschleunigung als Verzicht weiterer Beschleunigung nicht unbedingt eine Drosselung der gewohnten Geschwindigkeit beinhaltet, enthält das ältere Wort „Verlangsamung“ die Tendenz, das Fortschrittsdenken in Frage zu stellen.
Der Begriff Entschleunigung wird auch im Rahmen ökologisch orientierter Politik benutzt. In der Verkehrspolitik wird beispielsweise die generelle Einführung von Tempolimits gefordert sowie der sinnvolle Ausbau von Bundesstraßen statt neuer Autobahnen. Die Entschleunigung findet sich auch in den Konzepten der Wachstumskritik, wie sie von der wachstumskritischen Bewegung gefordert werden.

## Entschleunigungsmaßnahmen
Entschleunigungsmaßnahmen können z. B. sein:
- die Enthaltsamkeit (Askese),
- die Führung eines Einfachen Lebens,
- eine Verringerung des Ressourcenverbrauchs,
- allgemeiner im biologischen Sinne auch alles, was den Energie- und Stoffumsatz verringern hilft.

In sozialer und kultureller Perspektive entwickeln sich zunehmend Maßnahmen mit dem Ziel der Entschleunigung, welche sich unter dem Begriff der Slow-Bewegung zusammenfassen lassen.
Zu den Initiativen der Slow-Bewegung zählen z. B.:
- Slow Food, Entschleunigung durch langsames und genussvolles Essen
- Cittàslow, Steigerung der Lebensqualität in Städten
- Slowretail, für individuelle Läden und Handel mit mehr Wert
- Slow Travel, bewusstes Reisen, Verzicht auf Pauschaltourismus und schnelle Fortbewegungsmittel
- entschleunigter Journalismus, der Verzicht auf Effekthascherei und Eilmeldungen im Journalismus[6]

## Begriffsgeschichte
Der Begriff Entschleunigung (Ent-Schleunigung) wurde erstmals 1979 von Jürgen vom Scheidt in seinem Buch Singles – Alleinsein als Chance eingeführt, danach in drei weiteren seiner Bücher behandelt.
Das Wort tauchte weiter Anfang der 1990er in Publikationen der Evangelischen Akademie Tutzing und des Wuppertal-Instituts für Klima, Umwelt, Energie auf. Die Idee ist aber älter und mindestens bis in das 19. Jahrhundert zurückverfolgbar, als es in England Tendenzen gab, Eisenbahnen Geschwindigkeiten von mehr als zehn Kilometern pro Stunde zu verbieten.
Literarisch kann das Werk von Adalbert Stifter ex post als Beispiel einer entschleunigten Welt herangezogen werden. In seinem Hauptwerk Der Nachsommer ist ein bestimmendes Motiv, jede Bewegung zu verlangsamen und den Fluss der Zeit anzuhalten. Der Titel von Sten Nadolnys Roman Die Entdeckung der Langsamkeit wurde zu einem Schlagwort für einen entschleunigten Lebensstil.

## Dokumentationen
- Florian Opitz: Speed – Auf der Suche nach der verlorenen Zeit. 2012.